# Alicia Giménez Bartlett
Alicia Giménez Bartlett, także Giménez-Bartlett (ur. 10 czerwca 1951 w Almansie) – hiszpańska pisarka i literaturoznawczyni, laureatka Premio Nadal i Premio Planeta.

## Życiorys
Ukończyła studia w dziedzinie filologii hiszpańskiej na Uniwersytecie w Walencji, po czym doktoryzowała się w tej samej dziedzinie na Uniwersytecie Barcelońskim.
Rozpoczęła karierę literacką od eseju o Gonzalo Torrente Ballesterze, zaś w 1984 roku opublikowała swoją pierwszą powieść Exit. W 1996 roku ukazała się Ritos de muerte – pierwsza książka w popularnym cyklu powieści kryminalnych, których bohaterką jest Petra Delicado. Seria doczekała się dwóch adaptacji w formie seriali telewizyjnych (1999, 2020). Giménez Bartlett była prekursorką wprowadzenia kobiecej i feministycznej perspektywy do hiszpańskiej powieści detektywistycznej, za co została wyróżniona nagrodą Premio Pepe Carvalho.
W jej dorobku są nie tylko powieści kryminalne, ale także utwory dalekie od tego gatunku. Jej powieść Donde nadie te encuentre została wyróżniona Premio Nadal, a za Hombres desnudos przyznano jej Premio Planeta. Publikowała także eseje, w tym El misterio de los sexos i La deuda de Eva.
Od połowy lat 70. związana z Barceloną.

## Powieści
- Exit, 1984
- Pájaros de oro, 1987
- Caídos en el valle, 1989
- El cuarto corazón, 1991
- Vida sentimental de un camionero, 1993
- La última copa del verano, 1995
- Ritos de muerte, 1996, pol.: Śmiertelne rytuały. Maria Raczkiewicz-Śledziewska (tłum.). Oficyna Literacka Noir sur Blanc, 2005. ISBN 83-7392-097-8. Brak numerów stron w książce
- Día de perros, Grijalbo, 2006, pol.: Pieski dzień. Adam Elbanowski (tłum.). Noir sur Blanc, 2012. ISBN 83-7392-077-3. Brak numerów stron w książce
- Una habitación ajena, 1997
- Mensajeros de la oscuridad, 1999, pol.: Wysłańcy ciemności. Adam Elbanowski (tłum.). Noir sur Blanc, 2012. ISBN 83-7392-034-X. Brak numerów stron w książce
- Muertos de papel, 2000, pol.: Śmiertelny talk-show. Filip Łobodziński (tłum.). Noir sur Blanc, 2003. ISBN 83-7392-045-5. Brak numerów stron w książce
- Serpientes en el paraíso, 2002, pol.: Węże w raju. Maria Raczkiewicz-Śledziewska (tłum.). Noir sur Blanc, 2008. ISBN 978-83-7392-266-2. Brak numerów stron w książce
- Secreta Penélope, 2003
- Un barco cargado de arroz, 2004[1][3], pol.: Statek pełen ryżu. Dorota i Adam Elbanowscy (tłum.). Noir sur Blanc, 2009. ISBN 978-83-7392-294-5. Brak numerów stron w książce
- Días de amor y engaños, 2006
- Nido vacío, 2007, pol.: Puste gniazdo. Maria Raczkiewicz-Śledziewska (tłum.). Noir sur Blanc, 2013. ISBN 978-83-7392-413-0. Brak numerów stron w książce
- El silencio de los claustros, 2009, pol.: Milczenie krużganków. Maria Raczkiewicz-Śledziewska (tłum.). Noir sur Blanc, 2019. ISBN 978-83-7392-643-1. Brak numerów stron w książce
- Donde nadie te encuentre, 2011, pol.: Tam, gdzie nikt cię nie znajdzie. Joanna Skórnicka (tłum.). Noir sur Blanc, 2012. ISBN 978-83-7392-399-7. Brak numerów stron w książce
- Nadie quiere saber, 2013
- Crímenes que no olvidaré, 2015
- Hombres desnudos, 2015, pol.: Nadzy mężczyźni. Adam Elbanowski (tłum.). Noir sur Blanc, 2019. ISBN 978-83-7392-671-4. Brak numerów stron w książce
- Mi querido asesino en serie, 2017
- Sin muertos, 2020, pol.: Żadnych trupów. Maria Mróz (tłum.). Noir sur Blanc, 2022. ISBN 978-83-7392-708-7. Brak numerów stron w książce
- La presidenta, 2022[3]